# Listă de conducători de stat din 818
814 - 815 - 816 - 817 - 818 - 819 - 820 - 821 - 822
Aceasta este o listă a conducătorilor de stat din anul 818:

## Europa
- Anglia, statul anglo-saxon Northumbria: Eanred (rege, 810-840)
- Anglia, statul anglo-saxon Essex: Sigered (797/798-?) (?)
- Anglia, statul anglo-saxon Kent: Baldred (rege, cca. 807-825)
- Anglia, statul anglo-saxon Mercia: Cenwulf (rege, 796-821)
- Anglia, statul anglo-saxon Wessex: Egbert (rege, 802-839)
- Aquitania: Pepin I (rege din dinastia Carolingiană, 817-838)
- Asturia: Alfonso al II-lea cel Neprihănit (rege, 791-842)
- Bavaria: Ludovic al II-lea Germanicul (rege din dinastia Carolingiană, 817-876; ulterior, rege al Germaniei, 843-876)
- Benevento: Sico I (principe, 817-832)
- Bizanț: Leon al V-lea Armeanul (împărat, 813-820)
- Bulgaria: Omurtag (han, 814-831)
- Cordoba: Abu'l-Asi al-Hakam I ibn Hișam (I) (emir din dinastia Omeiazilor, 796-822)
- Croația: Borna (cneaz, cca. 810-821)
- Francii: Ludovic I cel Pios (rege din dinastia Carolingiană, 814-840; totodată, împărat occidental, 814-840; totodată, rege al Bavariei, 814-817; ulterior, rege al Italiei, 818-822)
- Friuli: Cadalaus (duce din familia Ahalolfingerilor, 817-819)
- Gruzia, statul Abhazia: Teodosiu (rege, 811/812-837/838)
- Gruzia, statul Tao Klardjet: Așot I Bagratuni cel Mare (rege din dinastia Bagratizilor, 813-830)
- Imperiul occidental: Ludovic I cel Pios (împărat din dinastia Carolingiană, 814-840; totodată, rege al francilor, 814-840; totodată, rege al Bavariei, 814-817; ulterior, rege al Italiei, 818-822)
- Italia: Bernard (rege din dinastia Carolingiană, 810-818) și Ludovic I (rege din dinastia Carolingiană, 818-822; totodată, împărat occidental, 814-840; totodată, rege al francilor, 814-840; anterior, rege al Bavariei, 814-817)
- Neapole: Antimus (duce, 800/801-817/818) și Teoctist (magister militum, 817/818-820/821)
- Scoția, statul picților: Constantin (rege, înainte de 789-820; totodată, rege în Dalriada, 811?-820)
- Scoția, statul celt Dalriada: Constantin (rege, 811?-820; totodată, rege al picților, 789-820)
- Serbia: Prosigoj (cneaz din dinastia lui Viseslav, înainte de 820) (?)
- Spoleto: Winiges (duce, 789-822)
- Statul papal: Pascal I (papă, 817-824)
- Toscana: Bonifaciu I (margraf, 812-823; anterior, conte de Lucca)
- Veneția: Agnello Partecipazio (doge, 811-827)

## Africa
- Aghlabizii: Abu Muhammad Ziyadat Allah I ibn Ibrahim (emir din dinastia Aghlabizilor, 817-838)
- Idrisizii: Idris al II-lea ibn Idris (I) (al-Asghar sau al-Azhar) (imam din dinastia Idrisizilor, 803-828)
- Kanem-Bornu: Dugu (sultan, cca. 784-cca. 835)

## Asia

### Orientul Apropiat
- Bizanț: Leon al V-lea Armeanul (împărat, 813-820)
- Califatul abbasid: Ibrahim al-Mubarak ibn al-Mahdi (calif din dinastia Abbasizilor, 817-819)

### Orientul Îndepărtat
- Birmania, statul Arakan: Suriyataing Chandra (rege din dinastia Chandra, 810-830)
- Cambodgea, Imperiul Kambujadesa (Angkor): Jayavarman al II-lea (împărat, 802-854)
- Cambodgea, statul Tjampa: Harivarman I (rege din a cincea dinastie, 803?/817?-854)
- China: Xianzong (împărat din dinastia Tang, 806-820)
- Coreea, statul Silla: Hondok (Onsung) (rege din dinastia Kim, 809-826)
- India, statul Chalukya răsăriteană: Vijayaditya al II-lea (rege, 799-cca. 847)
- India, statul Gurjara Pratihara: Nagabhata (Nagavaloka) al II-lea (rege, cca. 792-833)
- India, statul Pallava: Dantivarman (rege din a treia dinastie, 795-845)
- India, statul Raștrakuților: Amoghavarșa (sau Sarva) I (rege, 814-878)
- Kashmir: Ajitapida (rege din dinastia Karkota, cca. 813-?)
- Japonia: Saga (împărat, 809-823)
- Nepal: Balideva (rege din dinastia Thakuri, cca. 812-828)
- Sri Lanka: Dappula al II-lea (rege din dinastia Silakala, 805-821)
- Tibet: K'ri-gTsug lDe-bTsan (chos-rgyal, 817-836)